# Informatique et sciences du numérique
Pour les articles homonymes, voir ISN.
En France, l'enseignement de spécialité Informatique et Sciences du Numérique (connu sous l'abréviation ISN) est un ancien enseignement de spécialité de terminale scientifique, enseigné de 2012 à 2019. Son programme est modifié à la rentrée 2017.
L'enseignement de spécialité Informatique et sciences du numérique est supprimé en 2019 dans le cadre de la réforme du baccalauréat général et technologique, mais un enseignement de spécialité, dont certaines parties sont identiques, et à l'intitulé similaire, Numérique et sciences informatiques, le remplace.

## Préambule
L'informatique, et plus généralement le monde du numérique, ne cessent de se développer. Les ordinateurs et les matériels numériques sont omniprésents aussi bien dans la vie professionnelle que la vie privée et interviennent de plus en plus dans les sciences comme la médecine, les mathématiques, la physique. De plus, le domaine de l'informatique est de plus en plus présent dans le marché du travail. En revanche, une faible partie de la population est capable de maîtriser ces technologies.

## Les enjeux
L'objectif de l'enseignement de spécialité ISN n'est pas de former des experts en informatique, mais plutôt de fournir aux élèves quelques notions de base dans le domaine de l'informatique, comme l'algorithmique. Mais aussi d'identifier les avantages  et les inconvénients que génèrent les progrès de la société numérique.
L'ISN permet de préparer l'élève aux enseignements supérieurs, grâce à plusieurs compétences à développer telles que :
- Maîtriser les systèmes numériques
- Travailler et conduire un projet en équipe
- Présenter son projet et ses démarches devant un jury

Ainsi les élèves seront préparés à poursuivre leurs études en enseignement supérieur dans le domaine de l'informatique comme :
- Les DUT et BTS d'informatique et de sciences et technologies de l'information et de la décision
- Les licences d'informatique ou de mathématique et d'informatique
- Les classes Préparatoires
- Les écoles d'ingénieurs

## Les activités
Les cours d'ISN se déroulent par le biais de différentes activités comme des débats, des exposés, des travaux pratiques et des projets. Les activités sont organisées autour d'une équipe d'élèves. Elles permettent de mettre en œuvre les savoirs et capacités acquis au cours de l'année.
Les activités principalement développées lors des cours d'ISN sont « les projets ». Ces projets sont réalisés par les élèves sous la conduite du professeur. Ils permettent de pouvoir traiter certaines parties du programme en toute autonomie, mais ils peuvent aussi porter sur des problématiques issues d'autres disciplines.
Le développement d'un projet permet d'acquérir les compétences suivantes :
- Proposer une approche qui réponde au cahier des charges
- Mener des recherches documentaires
- Gérer les étapes de l'avancement d'un projet
- Concevoir un projet en autonomie

## Éléments du programme
Ce cours de spécialité est enseigné deux  heures par semaine. Le programme est composé de quatre parties : représentation de l'information, algorithmique, langage et programmation, architectures matérielles.

### Représentation de l'information
- Représentation binaire
- Opérations booléennes
- Numérisation
- Formats
- Compression
- Structuration et organisation de l’information
- Persistance de l’information
- Non-rivalité de l’information

### Algorithmique

#### Algorithmes simple
- Rechercher un élément dans un tableau trié par une méthode dichotomique
- Trier un tableau par sélection
- Ajouter deux entiers exprimés en binaire

#### Algorithmes plus avancés
- Tri par fusion
- Recherche d'un chemin dans un graphe par un parcours en profondeur (DFS)
- Recherche d'un plus court chemin par un parcours en largeur (BFS)

### Langage et programmation
- Type de données
- Fonction
- Correction d’un programme
- Langages de description

### Architecture matérielle

#### Architecture des ordinateurs
- Éléments d’architecture
- Jeu d’instruction

#### Réseaux
- Transmission point par point
- Adressage sur un réseau
- Routage
- Supranationalité des réseaux

#### Initiation à la robotique
- Découverte d’un système robotique et de sa programmation